# Àxel Torres Xirau
Àxel Torres Xirau (Sabadell, 13 de març de 1983) és un periodista esportiu sabadellenc, especialista en futbol internacional, que treballa a Movistar Plus+, Cadena SER i escriu per la web de AS.

## Biografia
Ha estat col·laborador de diversos mitjans, entre els quals els diaris El 9 Esportiu i Público, La Sexta, la revista oficial de la Federació Catalana de Futbol o la revista FutbolLife.

## Trajectòria

### Mediapro
L'estiu del 2009 va marxar a Gol Televisión, per ser comentarista i presentador del canal, on va ser un dels conductors del programa de set hores de durada que el canal de Mediapro va dedicar a la gala d'entrega dels premis FIFA Pilota d'Or 2010.